# لوسیل برمر
لوسیل برمر (انگلیسی: Lucille Bremer؛ ‏ ۲۱ فوریهٔ ۱۹۱۷ – ۱۶ آوریل ۱۹۹۶) بازیگر و هنرمند رقص اهل ایالات متحده آمریکا بود.
از فیلم‌ها یا برنامه‌های تلویزیونی که وی در آن نقش داشته است، می‌توان به مرا در سن لویی ملاقات کن و تا زمانی که ابرها کنار بروند اشاره کرد.